# Buongiorno Cielo
Buongiorno Cielo fu un programma televisivo in onda su Cielo in onda dal lunedì al venerdì dalle 06:30 alle 09:00 del mattino. Debuttò il 6 ottobre 2011 e si concluse l'anno successivo. Gli autori erano Marco Luci, Pierluigi Pisa e Roberto Mollica, in collaborazione con Sky TG24, che realizzava i servizi della trasmissione. Le rubriche musicali erano curate e condotte da Nunzio Fabrizio Rotondo e Paolo Vita (Nunzio e Paolo).

## Il programma
Il programma, seconda autoproduzione del canale free to air di News Corporation, era un morning show condotto da Paola Saluzzi, che si poneva in diretta concorrenza con Unomattina e TG5 Prima Pagina. Nel corso della diretta televisiva una rassegna stampa presentava i principali quotidiani italiani, dei quali venivano commentate le maggiori notizie d'attualità, in compagnia di ospiti sia in studio che in collegamento. A questo si aggiungeva la presenza di varie rubriche su salute, cucina, moda, tecnologia, benessere, viaggi, ecologia, animali, musica, spettacolo ed eventi, oltre che aggiornamenti continui su meteo e traffico.
Buongiorno Cielo proponeva anche un'interazione diretta col pubblico a casa attraverso Facebook e Twitter.